# Фрадкин, Борис Исаакович
Борис Исаакович Фрадкин (23 октября 1946, Свердловск — 27 февраля 2022) — российский шахматист, международный мастер (2001), тренер, арбитр.
Тренировался у А. В. Силина и Н. П. Кавторина. Окончил Свердловский институт народного хозяйства, также учился в Уральском политехническом институте.
Борис Исаакович был исполнительным директором и тренером екатеринбургских шахматных клубов «Макс-Вен», «Урал», «Малахит», «Сима Ленд», которые под его руководством выигрывали награды командных чемпионатов России, а в 2008 году «Урал» стал обладателем Кубка европейских клубов. Работал тренером-преподавателем в Уральской шахматной академии. Спортивный судья всероссийской категории (2018). В 2022 году в Екатеринбурге прошёл турнир памяти Б. И. Фрадкина.

## Спортивные достижения
| Год  | Город       | Турнир                                               | + | − | = | Результат | Место |
| ---- | ----------- | ---------------------------------------------------- | - | - | - | --------- | ----- |
| 1964 | Новосибирск | Всесоюзное юношеское первенство ДСО «Буревестник»    |   |   |   |           | 3     |
| 1969 |             | Командное первенство РСФСР на «Кубок М. И. Чигорина» |   |   |   |           | 1     |
| 1981 |             | Первенство Россовета ДСО «Спартак»                   |   |   |   |           | 1     |
| 1986 | Алма-Ата    |                                                      |   |   |   |           | 1     |

## Изменения рейтинга
| Графики недоступны из-за технических проблем. См. информацию на Фабрикаторе и на mediawiki.org. |